# Salvator mundi (Previtali)
Il Salvator mundi è un dipinto olio su tavola di Andrea Previtali conservato presso il National Gallery di Londra, realizzato nel 1519 a Bergamo. 

## Storia
Andrea Previtali nacque a Bergamo ma si trasferì in tenera età con la famiglia che vendeva corde e aghi a Venezia, dove divenne allievo di Giovanni Bellini e dove firmerà i suoi primi lavori Andrea Cordellaghi, forse per pubblicizzare l'attività commerciale della sua famiglia. Nel 1512 fece ritorno a Bergamo come alcuni artisti lagunari, invitati dalle famiglie della nuova borgheria per la realizzazione di pale d'altare e ritratti che le ponessero all'attenzione delle autorità veneziane che governavano in città.
Nel 1519 l'artista probabilmente aveva un buon numero di committenze, tanto da doversi trasferire con la bottega in un ambiente più grande. Il 13 novembre 1519 firmò alla presenza del notaio Gianantonio Rota, un affitto vicino alla Chiesa di San Michele al Pozzo Bianco, dove abitava anche il Lotto, anticipandone il canone d'affito di tre anni per un costo di ventun lire. Tra le prime opere dipinte nella nuova bottega ci fu il Salvator mundi conservato a Londra dal 1910 quando fu acquisito grazie a un lascito testamentario.

## Descrizione

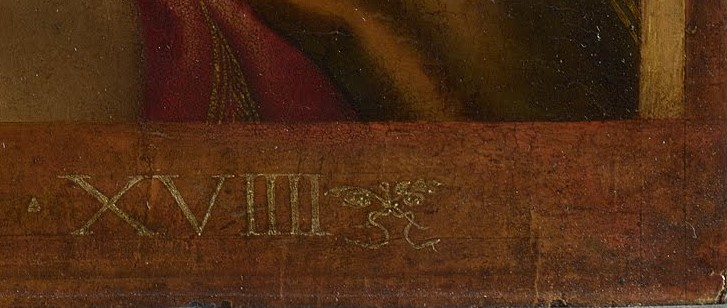
Particolare della firma posta sulla cornice del dipinto

Furono diversi i lavori con questo soggetto eseguiti dal Previtali. Erano elaborazioni di prototipi di scuola olandese che circolavano in Italia nel XVI secolo. Il quadro, infatti, ha le caratteristiche calligrafiche tipiche della pittura fiamminga che riusciva ad illuminare di luce i lineamenti del volto del Cristo, le pieghe della sua veste e il globo di vetro che regge nella mano sinistra, mentre con la destra il Salvatore è benedicente. 
Nel dipinto si ritrova la poesia dei lavori di Antonello da Messina e del suo maestro Giovanni Bellini. In questo lavoro, ancora una volta, l'artista presenta la sua grande capacità di riprodurre, modificando e facendo propri, i lavori dei più importanti esponenti della pittura del suo tempo.
La cornice presenta sulla parte inferiore la firma dell'artista: ANDREAS PREVITALUS P.M.D.XVIII con due rami di palma e di ulivo legati da un nastro. Si pensava fosse la sigla che l'artista voleva apporre sulle sue opere per farsi riconoscere, perché si trova in altri suoi lavori: il Cristo benedicente della National Gallery di Londra, la pala di San Giovanni Battista tra altri santi della chiesa di Santo Spirito, il ciclo pittorico di palazzo Zogna e la Madonna col Bambino in trono tra i santi Sebastiano e Vincenzo Ferrer conservata all'Accademia Carrara.